# Марсталь
Марсталь (дат. Marstal) — город в Дании на острове Эрё, в составе муниципалитета Эрё (область Южная Дания). Население 2.395 человек (2012) — самый крупный населённый пункт на острове.
Главные отрасли экономики: туризм, мелкие промышленные предприятия и сфера услуг. В городе действует образовательное учреждение, выпускающее офицеров для торгового флота (дат. Marstal Navigationsskole, MARNAV).

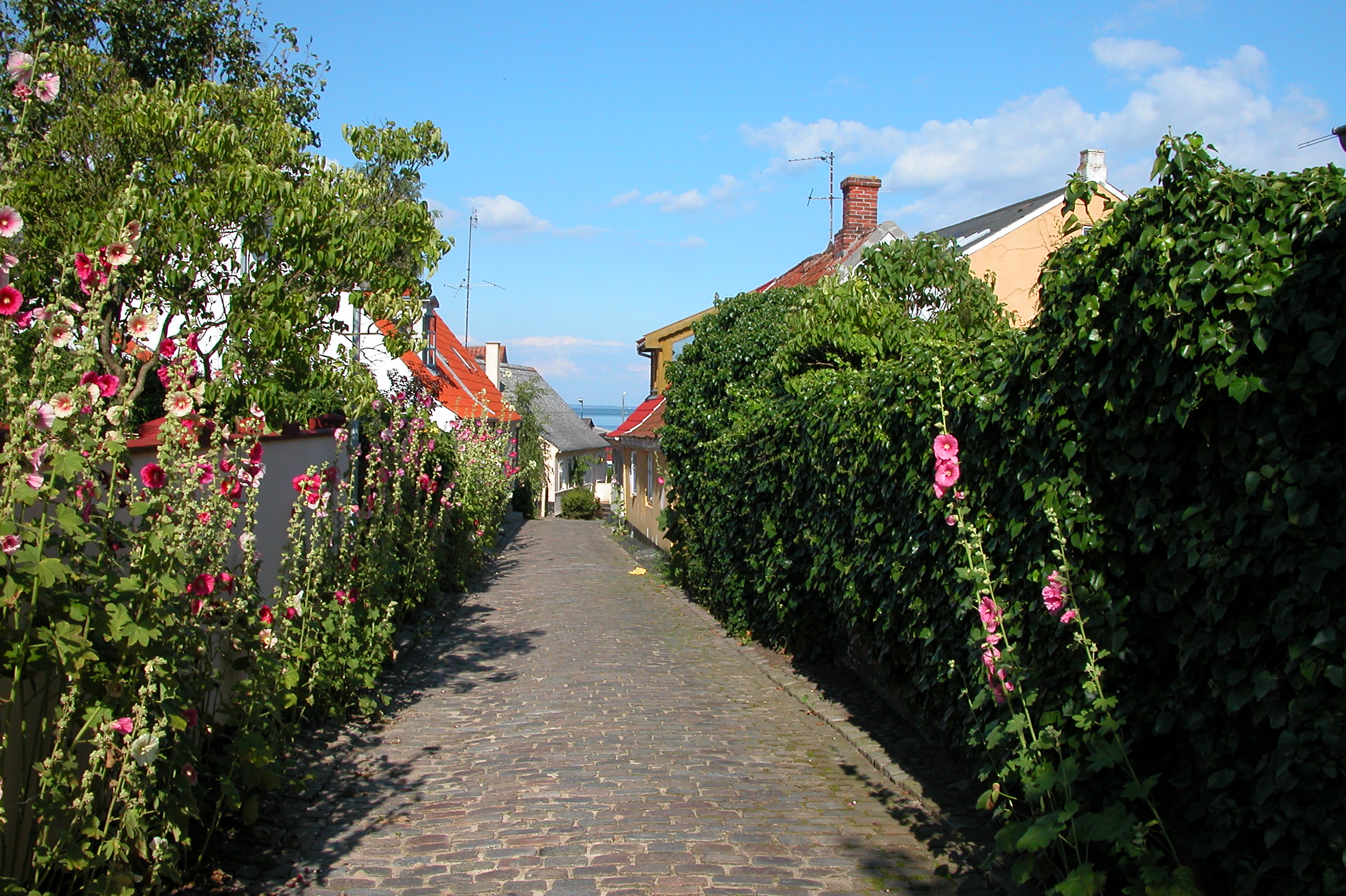
Улица в Марстале

В Марстале находится одна из крупнейших в северной Европе солнечных электростанций, энергия которой используется для обогрева и электроснабжения.
Города-побратимы Марсталя: Эскьё (Швеция) и Эльсфлет (Германия).